# Saraya Knight
Julia Hamer-Bevis, conosciuta con i ring name di Sweet Saraya e Saraya Knight (Penzance, 19 ottobre 1971), è una wrestler britannica.

## Biografia
Hamer nacque a Penzance in Cornovaglia. Da bambina venne maltrattata dal padre e scappò di casa a 15 anni. Visse vagando per le strade sfruttando le piscine pubbliche per lavarsi. Fu anche vittima di stupro e divenne tossicodipendente. All'età di 18 anni, fu colpita da un'overdose e fu sottoposta ad una terapia di lavanda gastrica per disintossicarsi.

## Carriera
Nel 1990 la Hamer ha lasciato la sua casa in Halifax per iniziare un lavoro come chef al Pontins Holiday Camp per la stagione estiva. Un giorno, mentre lavorava nel ristorante ha incontrato Ricky Knight, un wrestler professionista, parte dell'animazione. I due divennero inseparabili e Julia presto lasciò Pontins per viaggiare con Rick a tempo pieno. Ha presto iniziato a cucire costumi da wrestling e montare e smontare i ring. Dopo qualche mese Ricky le disse che l'avrebbe voluta parte dello show, come manager nel suo angolo. A Camber Sands Julia fece il suo debutto come Saraya. Quando l'estate finì Julia si unì ai Sensational Superflys (Ricky & Jimmy Ocean) come loro manager. Nel 1993 Ricky chiese a Saraya se le sarebbe andato di lottare. Lei decise di allenarsi ed imparò in poco tempo debuttando più tardi quell'anno contro Nikki Best.

### Shimmer Women Athletes
Saraya ha fatto il suo debutto per la promotion tutta al femminile Shimmer Women Athletes il 26 marzo 2011 ai tapings del Volume 37 con sua figlia e tag team partner Britani Knight. Saraya e Britani sono state accompagnate al ring dalla rientrante Rebecca Knox e hanno istituito una open challange che è stata accettata da Nikki Roxx e Ariel. La Knight Dynasty ha vinto il match per squalifica dopo che Saraya ha provato a colpire Ariel con un tira pugni e Ariel lo ha afferrato ed è stata sorpresa nel colpire Saraya con lo stesso. Più tardi, lo stesso giorno, ai tapings del Volume 38, la Knight Dynasty ha sfidato senza successo le Seven Star Sisters (Hiroyo Matsumoto e Misaki Ohata) per gli SHIMMER Tag Team Championship.

## Vita privata
Julia è sposata con Ricky Knight ed insieme hanno avuto tre figli, tutti quanti wrestler professionisti: Paige (nata il 17 agosto 1992), Zak Zodiac e Roy Bevis (noto anche come Zebra Kid).
Nel giugno 2020 fu accusata dalle sue allenatrici di linguaggio scurrile e di stupro. Dopo queste conseguenze, si distaccò un po' dai social media dicendo che insieme alla sua famiglia avrebbe preso azioni legali contro le conseguenze subite. Dopo questa faccenda, tornò a lottare in WAW nel dicembre 2020.

## Nella cultura di massa
Nel 2012, Channel 4 realizzò un documentario sulla sua vita inclusa quella del marito e dei figli Zak e Paige: "The Wrestlers: Fighting with My Family". Il documentario fu poi adattato in un film biografico nel 2019 dal titolo Una famiglia al tappeto, scritto e diretto da Stephen Merchant e prodotto da Dwayne Johnson, dove Julia Hamer è interpretata da Lena Headey.

## Personaggio

### Mosse finali
- Superplex

### Manager
- Rebecca Knox

## Titoli e riconoscimenti
- German Stampede Wrestling
  - GSW Women's Championship (1)[8]
- Herts & Essex Wrestling
  - HEW Women's Championship (3)[9]
- New Horizons Pro Wrestling
  - IndyGurlz Australia Championship (1)[10]
- Premier Wrestling Federation
  - PWF Ladies Tag Team Championship (1)[11] – con Britani Knight
- Pro Wrestling Illustrated
  - Ranked No. 3 of the best 50 female singles wrestlers in the PWI Female 50 in 2013[12]
- Queens of Chaos
  - Queens of Chaos Championship (1)[11]
- Real Quality Wrestling
  - RQW Women's Championship (1)[11]
- Shimmer Women Athletes
  - Shimmer Championship (1)
- TNT Extreme Wrestling
  - TNT Women's Championship (1)
- Bellatrix Female Warriors
  - Bellatrix World Championship (2)[13]
  - Bellatrix European Championship (1)[13]
  - Bellatrix British Championship (2)[13]
- World Association of Wrestling
  - WAW Peoples Champion (1, attuale)